# Zosterops somadikartai
El ojiblanco de Togian (Zosterops somadikartai) es una especie de pájaro perteneciente a la familia Zosteropidae.
Fue descubierto en las islas Togian de Indonesia, de donde es endémica. Lo descubrió por primera vez Mochamad Indrawan en 1997, y fue descrito formalmente en 2008. 